# Wydrin (osiedle)
Wydrin (ros. Выдрин) – osiedle typu wiejskiego w zachodniej Rosji, w sielsowiecie lubostańskim rejonu bolszesołdatskiego w obwodzie kurskim.

## Geografia
Miejscowość położona jest nad rzeką Sudża, 6,5 km od centrum administracyjnego sielsowietu lubostańskiego (Lubostań), 9,5 km od centrum administracyjnego rejonu (Bolszoje Sołdatskoje), 60 km od Kurska.

## Demografia
W 2010 r. miejscowość zamieszkiwała 1 osoba.